# Mercedes-Benz W 194
Der Mercedes-Benz W 194 ist ein nur im Jahre 1952 unter der Bezeichnung Mercedes-Benz 300 SL eingesetzter Rennwagen von Mercedes-Benz.
Wie der ab 1954 verkaufte Straßenwagen gleichen Namens (aber mit der Typbezeichnung Mercedes-Benz W 198) wurde er sowohl als Coupé mit Flügeltüren als auch als Roadster gebaut und eingesetzt.

## Entwicklung für 1952

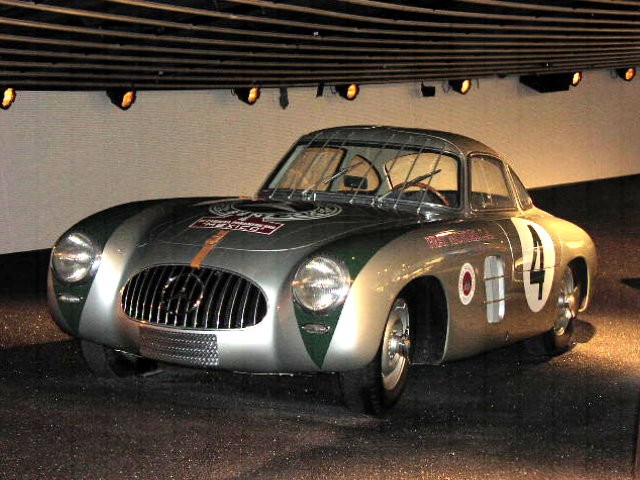
Mercedes-Benz 300 SL von 1952 in „Carrera-Panamericana“-Ausführung im Mercedes-Benz-Museum

Im Jahre 1951 ließ der Daimler-Benz-Vorstandsvorsitzende Wilhelm Haspel den internationalen Motorsport sehr aufmerksam beobachten. Nachdem Testrennen mit den 12 Jahre alten Vorkriegsmodellen in Südamerika deren Untauglichkeit für aktuelle Wettbewerbe ergeben hatten, fiel im Daimler-Benz-Vorstand die Entscheidung, 1952 zwar noch nicht wieder beim Grand Prix (nun als Formel 1 bezeichnet) anzutreten, aber zumindest an wichtigen Sportwagenrennen teilzunehmen, und hierfür einen Rennsportwagen zu bauen, der den Namen „300 Sport Leicht“ erhielt. Dazu wurde der vorhandene Antriebsstrang der 300er-Limousine (W 186) weiterentwickelt und in eine neu entwickelte Karosserie eingebaut.
Der zum M 194 entwickelte Sportmotor unterschied sich von den „zivilen“ Dreiliter-Sechszylinder-Reihenmotoren nicht nur in der Leistung (Steigerung von 115 PS/85 kW auf 170 PS/125 kW), sondern auch durch eine Besonderheit: Er wurde in einem Winkel von 50° nach links geneigt (halb liegend) eingebaut. Das mit ihm verbundene Vierganggetriebe, auch direkt aus der 300er Limousine übernommen, war zwar robust, aber – wie der Motor – nicht gerade leicht. An Motor und Getriebe des heranreifenden W 194 ließ sich also hinsichtlich Gewicht nichts machen. Auch die ebenfalls vom 300er übernommenen Achsen waren aus Stahl. So galt die Suche anderen Potenzialen zur Gewichtsreduktion und Temposteigerung. Die waren nach Lage der Dinge nur noch im Rahmen und der Karosserie, sowie in einem möglichst windschlüpfigen Aufbau zu finden. Rudolf Uhlenhaut, Leiter des Pkw-Versuchs bei Daimler-Benz, nahm seine Idee eines leichten Rohrrahmens wieder auf, mit dem er sich einige Jahre zuvor schon befasst hatte. Diese Idee entwickelten seine Konstrukteure weiter. Es entstand ein leichter Gitterrohrrahmen aus sehr dünnen, zu Dreiecken zusammengesetzten Rohren, dessen Elemente fast alle im Sinne eines Fachwerks nur auf Druck und Zug beansprucht wurde. Er wog nur 50 kg und wurde zum Markenzeichen nicht nur des W 194 und der 1954 präsentierten Serienversion, sondern auch der erfolgreichen Renn- und Rennsportwagen der Jahre 1954/55. Der Typ 300 SL wog nur noch 1100 kg statt der 1780 kg des Typs 300 S.
Der Wagenkörper geriet durch den schräg eingebauten Motor und die angestrebte Windschlüpfigkeit sehr niedrig, schnörkellos, mit flachem Bug, strömungsgünstig geformten Rundungen, eingezogenen Scheinwerfern und weit über die Räder hinausragenden Kotflügeln. Auf den Mercedes-Benz-Kühler mit Stern als Kühlerfigur wurde wie in der Vorkriegszeit zugunsten einer flachen Rennwagenfront verzichtet – nicht jedoch auf den Mercedesstern, der nun groß und unübersehbar auf dem Gitter der Kühlluftöffnung saß. Die Karosserie oberhalb der Gürtellinie fiel so schmal wie möglich aus. Die zur A-Säule hin gerundete Windschutzscheibe war für die Zeit stark nach hinten geneigt; lang gestreckt ging die große Heckscheibe in das abgerundete Heck über. Die hinteren Seitenfenster waren stark eingezogen. Das Ergebnis war eine mit 1,8 m² relativ kleine Stirnfläche und ein Luftwiderstandsbeiwert (cw) von 0,25.
Um einem Gitterrohrrahmen hohe Stabilität zu geben, muss er im Bereich der Fahrgastzelle möglichst breit und hoch gestaltet sein. Der Türausschnitt begann bei den ersten Fahrzeugen oberhalb der Gürtellinie und war so klein, dass er bis ins Dach erweitert wurde, und mit nach oben öffnenden Türen, den spektakulären, später so berühmten Flügeltüren. Wenn beide geöffnet waren, erinnerten sie an ausgebreitete Flügel, von den Amerikanern „Gull Wings“ (Möwenflügel) getauft, von den Franzosen „Papillon“ (Schmetterling). Fahrer und Beifahrer stiegen eher von oben als von der Seite ein. Um den Einstieg über die hohe Bordwand besser meistern zu können, gab es im unteren Teil der Karosserieflanke einen Einstiegstritt.
Der Innenraum war voll verkleidet und strahlte eine für einen Rennwagen schon ungewöhnliche Behaglichkeit aus. Tacho und Drehzahlmesser lagen unter einer gemeinsamen Haube, darunter etwas kleiner die Instrumente für Wassertemperatur, Benzindruck, Öltemperatur und Öldruck. Selbst eine Stoppuhr war installiert. Die hochbordigen Schalensitze trugen eine dünne, dennoch bequeme Polsterung aus kariertem Wollstoff. Das Vierspeichenlenkrad war zur Erleichterung des Einstieges abnehmbar. Der lange, abgewinkelte Schalthebel ragte unter dem Armaturenbrett hervor, die „Krückstock“-Handbremse war flach an der linken Bordwand angeordnet. Kopfstützen oder Sicherheitsgurte gab es zu dieser Zeit noch nicht, eine Servolenkung war Luxuslimousinen vorbehalten.
Der Ur-300 SL, Fahrgestell-Nummer W 194 010 00001/52, absolvierte die ersten Probefahrten im November 1951 auf der Solitude-Rennstrecke vor den Toren Stuttgarts, auf dem Nürburgring und dem Hockenheimring. Der Wagen hatte noch schmale Reifen auf Stahlrädern ohne Zentralverschluss, aber mit Radkappen. Das Armaturenbrett war noch nicht bezogen, der Fußraum noch ohne Veloursverkleidung und auf dem Heckdeckel saßen Mercedesstern und 300-SL-Schriftzug noch nicht an der endgültigen Stelle.
Am 12. März 1952 wurde der Presse das Rennsportcoupé Mercedes-Benz 300 SL, das ungewohnt glatt und niedrig daherkommt – es war nur 1225 mm hoch – auf der Autobahn A 81 zwischen Stuttgart und Heilbronn vorgestellt.

## Technische Daten

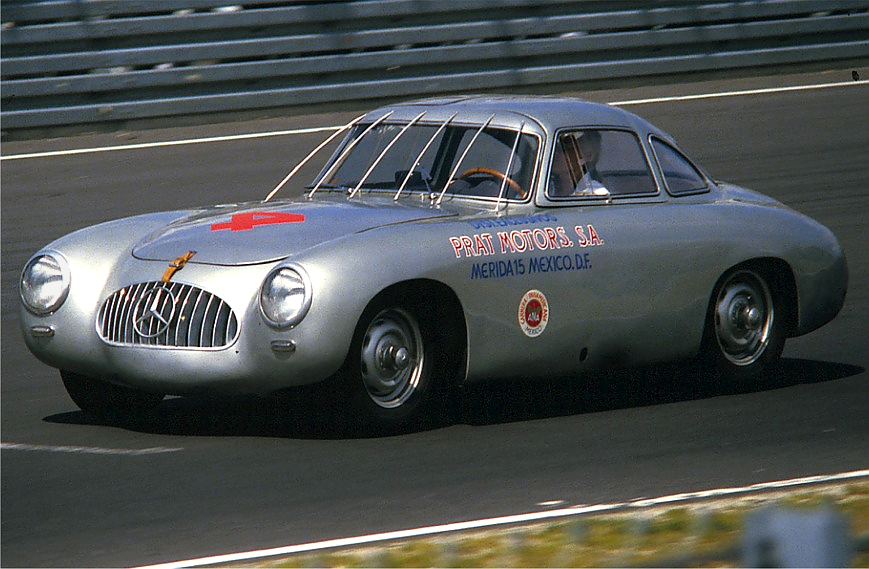
Mercedes-Benz 300 SL, Fahrgestell-Nr. 194 010 00002/52; 1986 beim Oldtimer-Grand-Prix gefahren von Ewy Korff-Rosqvist

| Kenngrößen            | Mercedes-Benz W 194, Baujahr 1952 |
| --------------------- | --------------------------------- |
| Motor                 | Sechszylinder-Reihenmotor         |
| Ventilsteuerung       | obenliegende Nockenwelle          |
| Hubraum               | 2995 cm³                          |
| Vergaser              | 3 Solex-Doppelvergaser            |
| Schmierung            | Trockensumpf                      |
| Leistung              | 170 PS (125 kW) bei 5200/min      |
| Leergewicht           | ca. 1060 kg                       |
| Höchstgeschwindigkeit | 230 km/h                          |
| Stückzahl             | 10                                |

## Rennerfolge

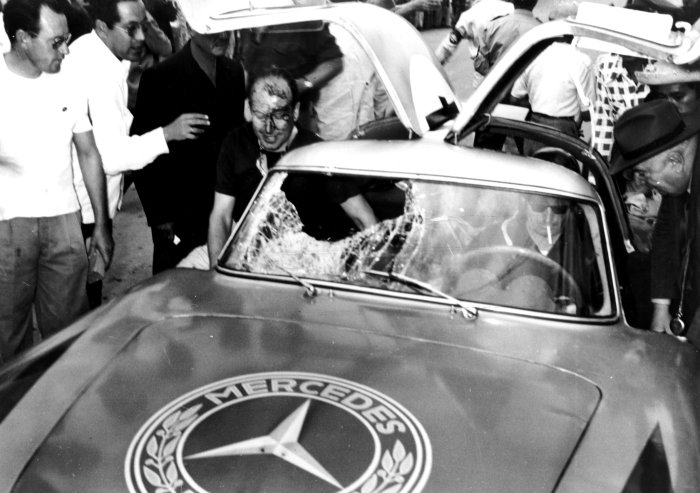
Carrera Panamericana, Mexico 1952 – Karl Kling und Hans Klenk nach einem Unfall mit einem Geier

1952 nahm das Fahrzeug an wichtigen Sportwagenrennen des Jahres teil.
Erstmals hatten die neuen SL bei der Mille Miglia Anfang Mai Geschwindigkeit und Zuverlässigkeit gezeigt und in diesem Langstreckenrennen einen zweiten und vierten Platz erzielt.
Beim Preis von Bern in Bremgarten gelang ein Dreifachsieg. Das 24-Stunden-Rennen von Le Mans 1952 beendete der Rennsportwagen unerwartet mit einem Doppelsieg. Die Sieger hießen Hermann Lang und Fritz Riess mit einem Gesamtdurchschnitt von 155,575 km/h, ein neuer Rekord in der Le-Mans-Historie. Zweite waren Theo Helfrich und Helmut Niedermayr. Ein Rennen beim Eifelrennen am Nürburgring endete ebenfalls mit einem Dreifacherfolg. Am Jahresende, bei der Carrera Panamericana in Mexiko, siegte der 300 SL erneut unerwartet. Damit knüpfte Mercedes-Benz an die großen Erfolge im Rennsport vor dem Zweiten Weltkrieg an.

## Weitere Entwicklungen 1953

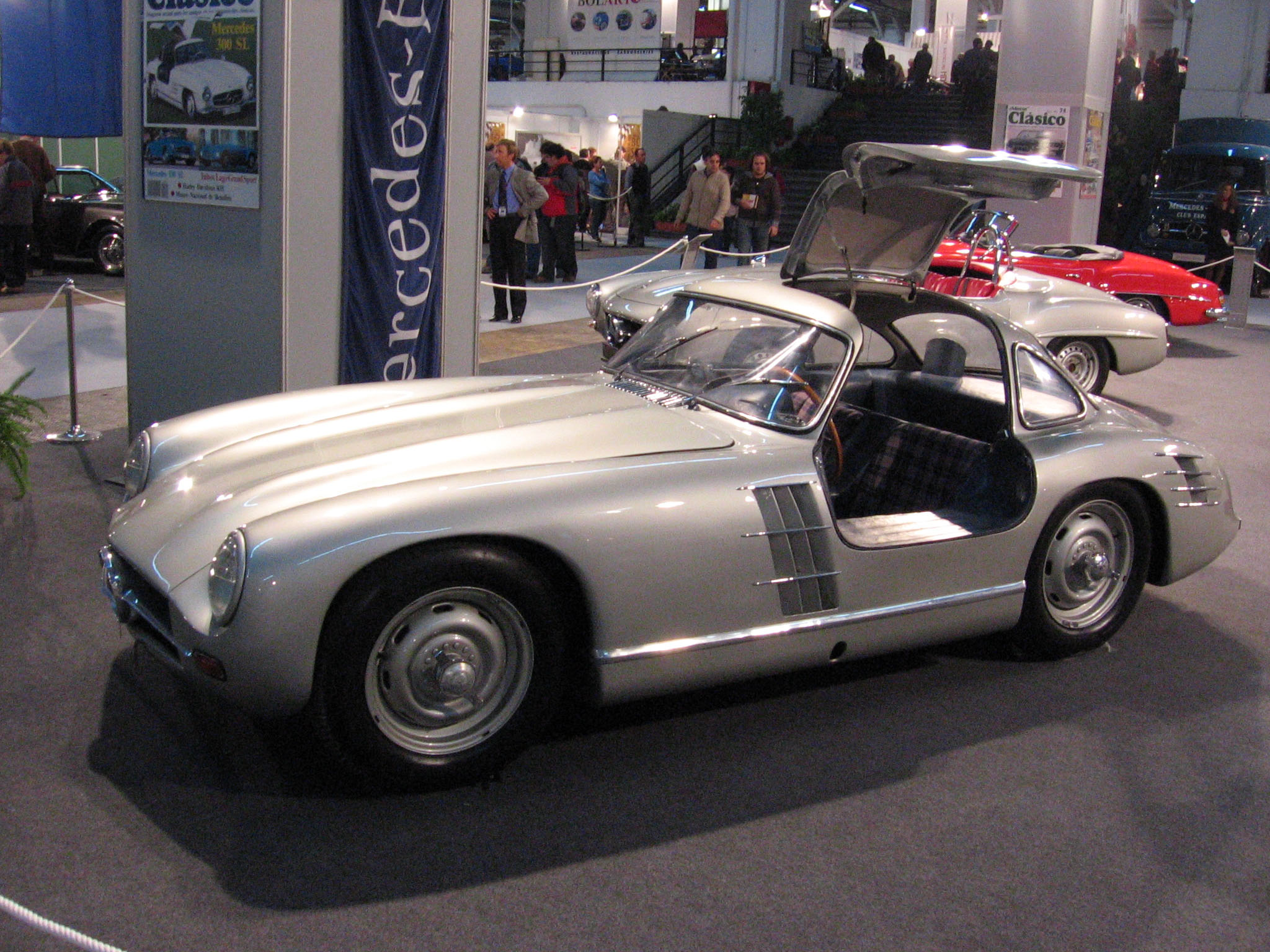
Mercedes-Benz 300 SL Prototyp 1953

Im Jahre 1953 wurden an Prototypen weitere Verbesserungen getestet. Die in Teilen überarbeitete Karosserie bestand nun aus Magnesiumblech, das noch leichter ist als Aluminium. Sie gewann im Windkanal durch eine optimierte Form besonders des Buges nicht nur ein neues Gesicht, sondern auch eine bessere Luftdurchströmung des Motorraumes. Die Motorabwärme gelangte nicht mehr durch den Kardantunnel nach hinten, sondern strömungsgünstiger auf kurzem Weg durch „Kiemen“ im Kotflügel seitlich ins Freie. Auch die Motorleistung stieg. Durch neue Flachstrom-Doppelvergaser von Weber, einen neuen Zylinderkopf mit größeren Kanälen und vergrößerten Ventilen kam der Sechszylinder auf die angestrebten 200 PS (147 kW). Genau waren es 201 PS (148 kW). Die Einstellung (Synchronisierung) der drei Vergaser war komplex, und so gaben sich die Entwickler noch nicht zufrieden. Sie wollten mehr Zuverlässigkeit.

Die Lösung des Problems hieß Benzindirekteinspritzung. Die Anwendung dieser Technik gestaltete sich für Daimler-Benz durch die ab 1934 gesammelten Erfahrungen in der Entwicklung von Flugmotoren (Daimler-Benz DB 601) nicht allzu schwierig. In der für 1953 vorgesehenen Ausführung bot der 300-SL-Motor − nach den Kleinwagen Gutbrod Superior und Goliath GP 700 E einer der ersten Pkw mit Benzindirekteinspritzung – 215 PS (158 kW) und hieß intern M 198. Das Besondere daran war die seinerzeit für Flugmotoren entwickelte Direkteinspritzung in den Zylinder. Ab 1957 wechselte man (zuerst im Mercedes-Benz 300) zur Saugrohreinspritzung, weil die Direkteinspritzung Probleme durch Ölverdünnung verursachte und die Einspritzpumpe für den notwendigen höheren Druck auch sehr aufwändig herzustellen war. Bei Personenwagen mit Ottomotoren gab es Direkteinspritzung erst ab 1997 wieder im Mitsubishi Carisma GDI. Beim M 198 saß die Einspritzdüse nicht wie bei aktuellen Motoren im Zylinderkopf, sondern in der Zylinderwand und spritzte schräg nach oben gegen das Auslassventil. Dadurch wurde dieses gekühlt und die Verdampfung des Kraftstoffs unterstützt. Die Einspritzdüse wurde von den Kolbenringen überfahren und war dadurch vor der gröbsten Belastung durch das heiße Brenngas geschützt.
Der Zylinderblock des M 198 besteht aus einer Aluminiumlegierung. Getriebegehäuse und Benzintank waren ebenfalls aus Leichtmetall gefertigt. Um mehr Gewicht auf die Hinterachse zu bekommen, sollte der Radstand verkürzt werden und Getriebe, Öltank und Batterie nach hinten wandern. Die Aufhängepunkte für die Hinterachse lagen tiefer; die Schwingarme führten direkt auf die Radnabe.

## Nachfolger
Ab 1954 wurde der 300-SL-Straßenwagen (Mercedes-Benz W 198) verkauft, zunächst als Coupé mit Flügeltüren, dann als Roadster gebaut.
Der Nachfolger als Rennwagen, der jedoch auf dem Formel-1-Typ Mercedes-Benz W 196 basiert und einen Achtzylindermotor hatte, wurde nur 1955 unter der Bezeichnung Mercedes-Benz 300 SLR eingesetzt.